# NGC 7817
NGC 7817 ist eine Spiralgalaxie vom Hubble-Typ Sbc und liegt etwa 5° nördlich des Sternes Algenib (γ Pegasi) im Sternbild Pegasus am Nordsternhimmel. Sie ist schätzungsweise 110 Millionen Lichtjahre von der Milchstraße entfernt und hat einen Durchmesser von etwa 120.000 Lichtjahren. Die Galaxie gilt als gravitativer Partner von NGC 7798.
Das Objekt wurde am 15. September 1784 von Wilhelm Herschel.